# Dom (2023)
Dom är en svensk skräckfilm från 2024 regisserad av Daniel Lehmussaari.  

## Handling
En roadmovie med zombies. Efter ett virusutbrott använder den svenska regeringen flygspray för att sprida ut vaccinet till norra delen av Sverige. Men vaccinet är dåligt och förvandlar människorna till köttätande zombies

## Rollista
- Björn Olofsson - Kapten
- Christer Lind - Zombie
- Daniel Lehmussaari - Hotellzombie
- Dino Buska - Zombie
- Elin Johansson - Zombie
- Frank Ström - Zombie
- Gudrun Skogsberg - Stella
- Helmi Signert - Zombie
- Junie Sandgren - Zombie
- Linda Olsson - Zombie
- Marie-Louise Karlström - Ulla
- Mats Eriksson - Prepper 2
- Max Prim - Zombie
- Mikael Stridsson - John
- Mirjam Larsson - Zombie
- Noah Otte - Soldat 1
- Subrata Shuvo - Soldat 3
- Vincent Stridsson - Vakt